# یواس‌اس ساپلی (آی‌ایکس-۱۴۷)
یواس‌اس ساپلی (آی‌ایکس-۱۴۷) (به انگلیسی: USS Supply (IX-147)) یک کشتی بود که طول آن ۴۱۱ فوت ۹ اینچ (۱۲۵٫۵۰ متر) بود. این کشتی در سال ۱۹۲۱ ساخته شد.